# 葛量洪夫人新村
葛量洪夫人新村（英語：Lady Grantham Villas，英語通稱）是已拆卸的香港公共屋邨，亦為私營建屋團體「香港經濟屋宇協會」（下稱經屋會）唯一一個出租住宅項目，取名自時任香港總督葛量洪爵士夫人葛慕蓮。該屋邨位於九龍旺角區（今油尖旺區）大角咀通州街28號，即詩歌舞街與太子道西之交界處，共有四幢樓宇，在1955年6月落成，7月18日舉行開幕典禮。
該屋邨跟香港房屋協會上李屋邨和香港模範屋宇會模範邨一樣，都是因應戰後的住屋問題而向港府批地並以優惠地價所建的住宅，但不同的是這些單位當初是以「售賣」形式作招徠並開放予市民申請。後來經屋會卻反口指出，落成時與市民締結的是租約而非買賣合約，該協會仍是業主並多次追收租金，因此導致聲稱已「購買」屋邨單位的居民非常不滿，雙方更對簿公堂。
1976年，屋邨因地契期滿不獲續期而遭港府接管，並因配合興建西九龍走廊而於翌年拆掉一座樓宇，1982年轉至房協接手不久，便透過「市區改善計劃」遷移剩餘的居民，及宣佈該屋邨為非法僭建樓宇，最終在1984年2月19日關閉屋邨及重建，並於1988年建成頌賢花園。

## 屋邨資料及樓宇結構
葛量洪夫人新村由四幢高五層的鋼骨水泥樓宇組成（原先為七幢），工程費約187萬港元，分為A、B、C、D共四座，A座設40個單位，其餘三座設80個單位，合共提供280個單位，單位分為G種兩房（供六人居住）及H種三房（供十人居住）兩種，「售價」分別為約7,500及10,000港元。當中前者建築面積730平方英尺，然而扣除道路和花園等公用部份，實用面積（含廚廁）僅365平方英尺；至於後者建築面積達986平方英尺，但實用面積只有約493平方英尺。合資格「購買」者為月入300至1,200港元的市民，經屋會設立審查委員會為申請者進行入息及資產審查，成員包括教會人士、名流和教育界人士等。成功通過審查者，便需分三期付款，第一期在簽約時付三成金額，第二期在住宅建設時再付三成金額，而餘下的第三期四成金額，則在入伙時清繳。由於屋邨在初期以「售賣」形式作招徠，而傳媒引述時都是寫單位「發售」並說明金額付清後單位是屬於申請者，以致申請者都以為自己是來「購買」這些單位，因此引發後來的業權紛爭，詳見後文。

### 樓宇
| 樓宇名稱 | 單位數目 | 落成年份 | 拆卸年份 | 重建後建築 |
| -------- | -------- | -------- | -------- | ---------- |
| A座      | 40       | 1955年   | 1977年   | 西九龍走廊 |
| B座      | 80       | 1955年   | 1984年   | 頌賢花園   |
| C座      | 80       | 1955年   | 1984年   | 頌賢花園   |
| D座      | 80       | 1955年   | 1984年   | 頌賢花園   |

## 歷史

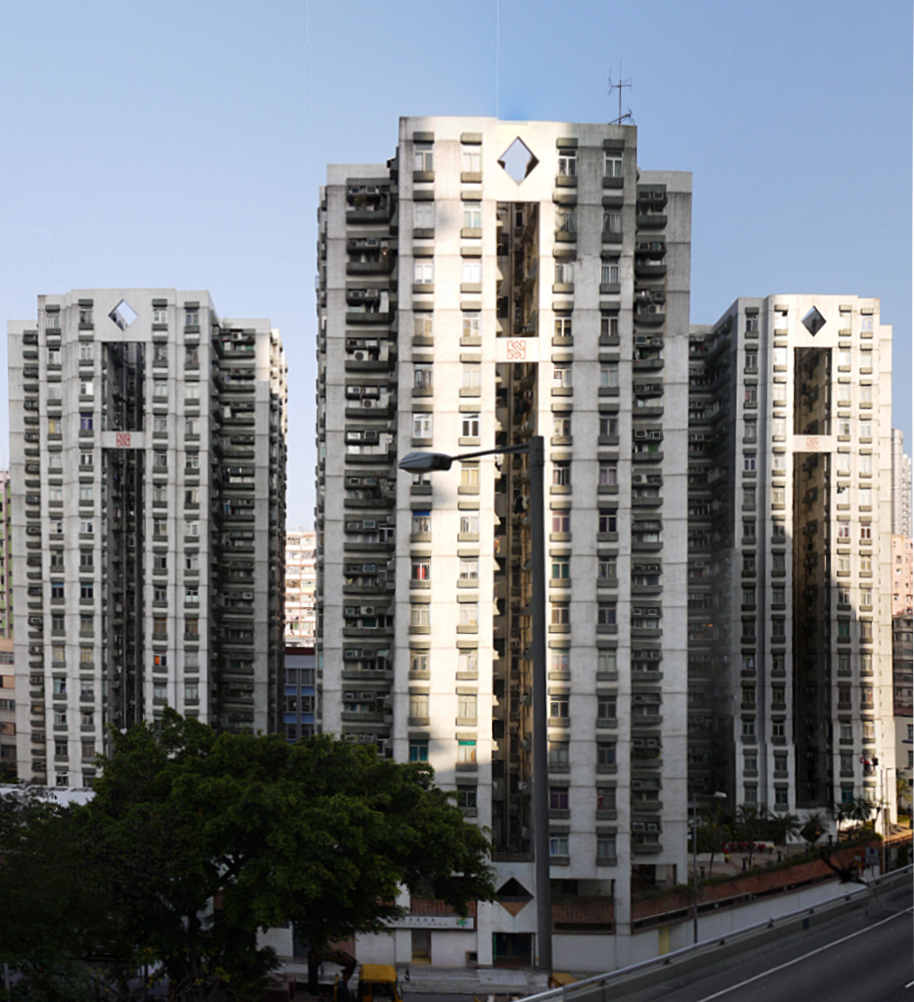
葛量洪夫人新村的現址已重建為頌賢花園。

### 初期發展
第二次國共內戰開始後，香港人口因中國大陸移民湧入而大增，造成嚴重住屋問題，港府為鼓勵私人機構或團體可以多建房屋，自1946年中開始以「私人協約」方式，以低地價批地予他們建屋，吸引房協、香港模範屋宇會和香港平民屋宇有限公司等機構響應，分別建成上李屋邨、模範邨和荔枝角蝴蝶谷新村平房區等樓宇。
1953年，曾參選上一年市政局民選議員的九龍樂善堂前副主席兼永遠顧問、曾任崇基及聯合書院董事的香港國際建設有限公司董事長陳能方長老（1888年9月9日－1979年1月26日），向港府申請以低價撥出大角咀海旁一塊約4.3萬平方英尺的土地興建住宅樓宇，港府以每平方英尺十港元批出予該公司，年期為22年，至1975年尾為止，該公司之後計劃推共260個單位（後改為280個單位）並以低於市價的價錢開放「認購」申請，到1954年3月時申請人數已超逾兩千人。陳能方同時聯同其他社會名流發起成立一個名為「香港經濟屋宇協會」的建屋團體，以承繼該樓宇的後續行政安排，之後獲時任香港總督葛量洪爵士的夫人葛慕蓮贊助，並以其命名，其後於9月25日經港府透過《公司條例》批准成立為法團，陳能方本人擔任主席，建屋工程也得以啟動。經屋會曾計劃需要建設十萬個單位才能解決住屋問題，但因太過龐大而不切實際，故只能從小做起，改為一開始要先建成六百個單位以試水溫。
建屋工程所在的詩歌舞街與太子道西交界地一帶，原為木屋區，還有一部份小商戶，早於1954年5月安排遷拆。當經屋會成立後，便立即在11月15日開始動工，當時預計翌年5月便可完成。到翌年2月，為紀念葛慕蓮的贊助，經屋會將這個項目定名為「葛量洪夫人新村」，同時宣佈申請者甄選程序已完成，而葛量洪本人也於2月14日陪同時任工務司包寧（Theodore Louis Bowring （页面存档备份，存于））親赴工地巡視。4月12日，該工地舉行奠基典禮，邀得葛慕蓮和陳能方主持。
項目於同年6月正式落成，7月18日舉行開幕典禮，由葛量洪伉儷主持開幕剪綵儀式，多位名人如楊國璋、周埈年、顏成坤、利銘澤、何禮文等皆有出席，葛量洪在致辭時更稱讚經屋會的貢獻，稱他們在解決屋荒問題上有巨大幫助。而按經屋會計劃，在首280個單位正式落成後便開始下一期共320個單位建設工程，以達到該會要建設六百個單位的目標，惟最終未能實現。另一方面，居民於1957年7月20日正式組建居民聯會，旨在加強居民對內及對外聯繫。

### 業權紛爭
這個業權紛爭始於1960年，經屋會在當年2月5日書面通知一名黃姓住戶，表示因為對方自1955年入住以來未交租金，故按照合約收回單位，又追回對方相關利益損失；而黃氏不予理會，沒有遷出。該屋邨居民聯會收到上述個案申訴後感到不滿，於5月25日召開記者會，指控經屋會仍然自稱是該屋邨業主，還在每月向居民徵收的雜費收據上稱為「租金」。除此之外，他們更指責經屋會身為華人主導的組織，但當時說明書、合約、宣傳品等卻用英語，居民當時獲告知每單位訂價是7,500或10,000港元，入伙後需交每月雜費16.5港元，以致當時居民認為該「訂價」是賣價，在雙方締結合約時居民以為這是買賣合約，卻其實是由律師樓發出的租賃合約。
經屋會見黃姓住戶仍未遷出，於是在7月12日延聘剛投身法律界的廖子明大律師，循民事訴訟程序向對方提出起訴，而黃氏則委任身兼市政局議員的貝納祺大律師作為辯護，陳述黃氏的單位是當年購買而來，並非租賃。由於牽涉到全邨280戶的權利，引起居民關注，當日到場旁聽席全數坐滿，而訴訟案當初訂期至10月6日起審理，但後來不見傳媒跟進，結果無從得知。不過，有六名住戶後來被稅務局控告欠交物業稅，並於10月11日被法院判處需要照數繳付。因為辯方當初指居民每月繳付的雜費是包括物業稅，亦曾經一度考慮將經屋會列為被告，故此經屋會可能仍然如組織本身所稱，仍然是該屋邨的業主。而後來屋邨於1984年遭清拆時，有居民代表承認當年「購買」單位時因不諳法律和英語，以致對業權問題未能理解。

### 結局
1976年1月1日，港府以地契在前一日（即1975年12月31日）期滿及不獲續期為理由，即時接管葛量洪夫人新村；為配合興建西九龍走廊，港府在翌年1月12日通知居民要收回土地，當日全邨約2,200人接到通知，方知當初入伙時不只僅是租住，而且年期只得廿餘年，頓時大感恐慌並連夜召開居民大會，決議要求港府續約，並掛起橫額抗議。其後政府選擇僅即時遷拆第一座樓宇來興建公路，受影響居民獲每平方英尺22港元特惠補償，兼獲編配其他公屋及搬遷津貼。
其餘三座約於1982年6月由房協接管並進行住戶登記。1983年3月起，屋邨土地獲納入「市區改善計劃」，開始進行重建前期工作，向剩餘三座的居民發出收回單位通知。部份人獲安置往蘇屋邨、石硤尾邨和澤安邨等房委會出租公共屋邨，或者獲得4,500港元遷拆賠償，另加800至1,200港元搬遷津貼以搬往別處。1984年1月初，尚有超過一百戶還未搬出，當中有約40戶是因綠印者、一人或二人家庭而未獲安置，房協則通知他們即將拆卸屋邨，居民於是開召開大會要求押後拆卸。他們又前往周梁淑怡、張鑑泉、張奧偉、陳英麟等議員辦事處尋求幫助。至於房協回應指屋邨自1977年後已屬非法僭建需要拆卸，及澄清有40餘戶是在1982年6月後才入住，或者是在其他公屋單位已有戶籍而不獲安置，無意押後清拆日期。最終房協如期在2月19日關閉屋邨拆卸重建，工程在1988年初完成，成為今日的頌賢花園。　

## 社區環境
葛量洪夫人新村位處九龍市區，又跟海邊和當時的旺角碼頭相距不遠，交通方便。戰前的大角咀發展上並不成熟，在英國取得新九龍前曾是其中一個三不管地帶，到1918年後大角咀經移山填海和開闢道路，便成為九龍其中一個工業區，之後到1950年代又發展一些住宅，形成工業和住宅並存的社區。旺角碼頭在1972年遷至大角咀碼頭，比起前者更接近該屋邨，碼頭曾經因中國大陸改革開放而開辦多條往沿岸城市的航線，當地人流增長不少。此外，該屋邨旁邊是同期落成的旺角消防局，也鄰近名校聖芳濟書院和鮮魚行學校。屋邨內部方面以住宅大廈和小花園為主，由於入伙後屋邨管理未獲居民認同，他們唯有於1964年自行成立「葛量洪夫人新村居民協會有限公司」統一屋邨管理事宜，之後他們得以繼續安居。

## 影響
葛量洪夫人新村是少數非港府或房協興建的資助房屋之一，與模範邨和後來的大坑西新邨一樣為市民提供另類居所，可是這些由私人機構興建的資助房屋卻帶來管理上的問題，加上後來港府積極興建公屋，使私營資助房屋的影響力降低。到1979年，模範邨出現管理問題，重建工程只完成一半便遭房委會接管，而房協接管葛量洪夫人新村時，陳能方已去世，經屋會亦已消失在大眾視野之內，後來這個存在不足卅年的屋邨都成為歷史。現時僅有房協能夠繼續發展其他房屋，而大坑西新邨是全港現存唯一私營資助房屋。